# Upper Rissington
Upper Rissington est une paroisse civile et un village du Gloucestershire, en Angleterre.